# ES Bafing
Der Entente Sportive du Bafing, auch als ES Bafing bekannt, ist ein 2000 gegründeter ivorischer Fußballverein aus Abidjan. Aktuell spielt der Verein in der ersten  Liga des Landes, der Ligue 1.

## Stadion
Der Verein trägt seine Heimspiele im Stade Robert Champroux in Abidjan aus. Das Stadion hat ein Fassungsvermögen von 20.000 Personen.

## Trainerchronik
| Trainer        | Nation         | von               | bis            |
| -------------- | -------------- | ----------------- | -------------- |
| Félix Bouazo   | Elfenbeinküste | 7. November 2018  | 30. Juni 2019  |
| Karim Ouattara | Elfenbeinküste | 1. Juli 2019      | 26. April 2021 |
| Sékou Fofana   | Elfenbeinküste | 26. April 2021    | 11. Juni 2021  |
| Jalal Radwan   | Libanon        | 11. November 2021 | 30. Juni 2022  |